# Stigmoplusia epistilba
Stigmoplusia epistilba là một loài bướm đêm trong họ Noctuidae.